# Abbaye d'Acqualunga
L'abbaye d'Acqualunga est un ancien monastère cistercien situé à cinq kilomètres à l'est de Frascarolo (Lombardie, Italie).
Fondée en 1180 par les moines de Rivalta, la communauté reste en place environ trois siècles. L'abbaye ferme en 1530.

## Localisation et toponymie
L'abbaye d'Acqualunga est située sur l'actuelle commune de Frascarolo, dans la province de Pavie, dont en Lombardie, mais à proximité du Piémont. Elle fait partie de la région naturelle de la Lomelline, vaste plaine arrosée par la Pô et irriguée de nombreux canaux. L'un de ces canaux, aujourd'hui disparu et arrosant l'abbaye, était nommé « Acqua Lunga », d'où le nom de l'abbaye.

## Histoire

### Fondation
Vers 1180, l'abbaye de Rivalta fonde, dans les terres marécageuses situées entre Frascarolo et Suardi, une église et un petit monastère. Le cours du Pô, plus septentrional alors qu'aujourd'hui, ainsi que la proximité du confluent avec la Sesia, ajoutaient à l'aspect humide des terres. La nouvelle fondation n'est à ses débuts qu'un prieuré dépendant de Rivalta. Il faut attendre le début du XIIIe siècle pour qu'Acqualunga soit érigée en abbaye autonome. La date elle-même de cette reconnaissance prête à caution. Ángel Manrique la place en 1203, Chevalier le 14 février 1204, Gaspar Jongelincx (de) en 1240, enfin Leopold Janauschek, tout en mentionnant les autres dates, retient celle du 24 novembre 1204.

### Développement
L'abbaye est mentionnée lors des chapitres généraux de 1219 et 1225 : les conditions de vie y sont si insalubres qu'il est à deux reprises proposé d'abandonner la fondation. Mais, à force de drainage, les moines parviennent à assécher les marais, mettre les terres en culture et commencer à engranger des bénéfices agricoles. Le 6 avril 1227, l'abbaye reçoit un privilège de l'empereur Frédéric II, confirmé par la suite par Henri VII.
En 1259, l'abbaye est à nouveau mentionnée au chapitre général, son abbé ayant été déposé lors de ce dernier. En 1383, mention est également faite d'Acqualunga, mais cette fois l'abbé lombard est nommé à la tête d'une abbaye plus importante.

### La commende et la fin de l'abbaye
L'abbaye est mise en commende au XVe siècle. Son abbé commendataire Galeazzo Petra est nommé évêque de Vigevano lors de la création de ce dernier diocèse le 16 mars 1530. Il demande et obtient du pape Clément VII que les biens de l'abbaye soient rattachés au diocèse. À partir de cette date, l'abbaye cesse d'exister en tant que telle.
Cependant, une communauté monastique reste présente à l'abbaye et compte en moyenne trois moines. Cette communauté perdure jusqu'en 1798, date de sa dispersion définitive. par la suite, l'église est conservée avec une vocation paroissiale, mais le reste du monastère est entièrement détruit, jusqu'aux fondations dont rien ne subsiste.

## Architecture
L'abbaye était de dimensions réduites. Les bâtiments conventuels étaient probablement situés au sud de l'église.
L'église subsistante est devenue paroissiale. Elle compte une nef flanquée de deux bas-côtés, longs tous trois de deux travées seulement. L'ancienne abbatiale est voûtée en croisée d'ogives à nervures. Elle ne dispose pas de transept et son chœur se termine par un chevet plat flanqué de deux chapelles ; la chapelle méridionale est utilisée comme sacristie. La façade peut être datée du XIVe siècle, le reste du bâtiment du XIIIe. L'ensemble est de style gothique de brique, mais incorporant des éléments de style roman tardif.